# Дульський Денис Валентинович
Денис Валентинович Дульський (1995—2022) — старший солдат збройних сил України, учасник російсько-української війни.

## Життєпис
Народився 6 березня 1995 року в селі Грунь Охтирського району Сумської області. 
Працював слюсарем із ремонту технологічних установок на Качанівському ГПЗ ПАТ "Укрнафта".
24 лютого 2025 року, під час підступного нападу російської федерації на територію України солдат Дульський Денис Валентинович свідомо прибув до Охтирського інженерного полку (військова частина А0563) та став до лав Збройних Сил України.
Військову службу проходив у 91 окремому Охтирському полку підтримки.
Загинув 26 лютого 2022 року під час бомбардування військової частини міста Охтирка Сумської області.

## Нагороди та вшанування
- Орден «За мужність» III ступеня[2].
- Почесний громадянин міста-героя Охтирки.